# Monumenta Germaniae Historica
Monumenta Germaniae Historica (forkortet MGH i bibliografier og kildelister) er en omfattende serie af redigerede og udgivne primærkilder til studiet af Tysklands historie fra slutningen af Romerriget til omkring 1500. Den består af både krøniker og arkivmateriale. På trods af navnet dækker serien også vigtige kilder om mange lande, da Selskabet for Udgivelse af germanske Affære om Middelalderen har medtaget dokumenter fra mange andre områder, der har haft indflydelse på germanske stammer og ledere (Heriblandt Storbritannien, Polen, Østrig, Frankrig og Italien)

## Historie
Monumenta Germaniae Historica blev grundlagt i Hannover som et privat udgivelsesforening af den preussiske reformist Heinrich Friedrich Karl Freiherr vom Stein i 1819. Den første udgave kom i 1826. Redaktøren var Georg Heinrich Pertz (1826 - 1874). Han blev afløst af Georg Waitz. Mange fremtrædende middelalderhistorikere fra Tyskland og andre lande sluttede sig til projektet ved at finde og sammenligne manuskripter og producere videnskabelige udgivelser. Mottoet, Sanctus amor patriae dat animum ("Hellig kærlighed til fædrelandet giver ånden"), forklarer linket mellem nationalromantikken med professionelle lærde.
I 1975 blev Monumenta Germaniae Historica etableret som en mere formel institution med hovedkvarter i Berlin. Det var overtaget af staten i 1935 og omdøbt til Reichsinstitut für ältere deutsche Geschichtskunde (Rigsinstitut for ældre tysk Historie). Det blev afskaffet i 1945 efter anden verdenskrigs afslutning, men instituttet blev genoplivet under det oprindelige navn med støtte fra tyske institutioner og Österreichische Akademie der Wissenschaften.
Monumenta Germaniae Historica Instituttet har ligget i München siden 1949??? og rummer et stort specialiseret bibliotek om middelalderhistorie i Tyskland og Europa. Dette inkluderer kirkehistorie samt 130.000 monografier, og omkring 150.000 andre skrifter. Det flyttede til den nuværende adresse i Bayerische Staatsbibliothek i 1967.
Projektet fortsætter: I 2004 gjorde Monumenta Germaniae Historica alle sine publikationer fra de seneste 25 år tilgængelige online i digital fotoreproduktion. Det skete med støtte fra Deutsche Forschungsgemeinschaft.

## Divisioner
Serien er opdelt i fem: Antiquitates, Diplomata, Epistolae, Leges og Scriptores med Necrologia. Der er lavet adskillige underserier, med en mere kompakt udgave af alle udgaverne til skolebrug (Scriptores in usum scholarum) og en til specialestudier (MGH Schriften).